# Nagyböjt

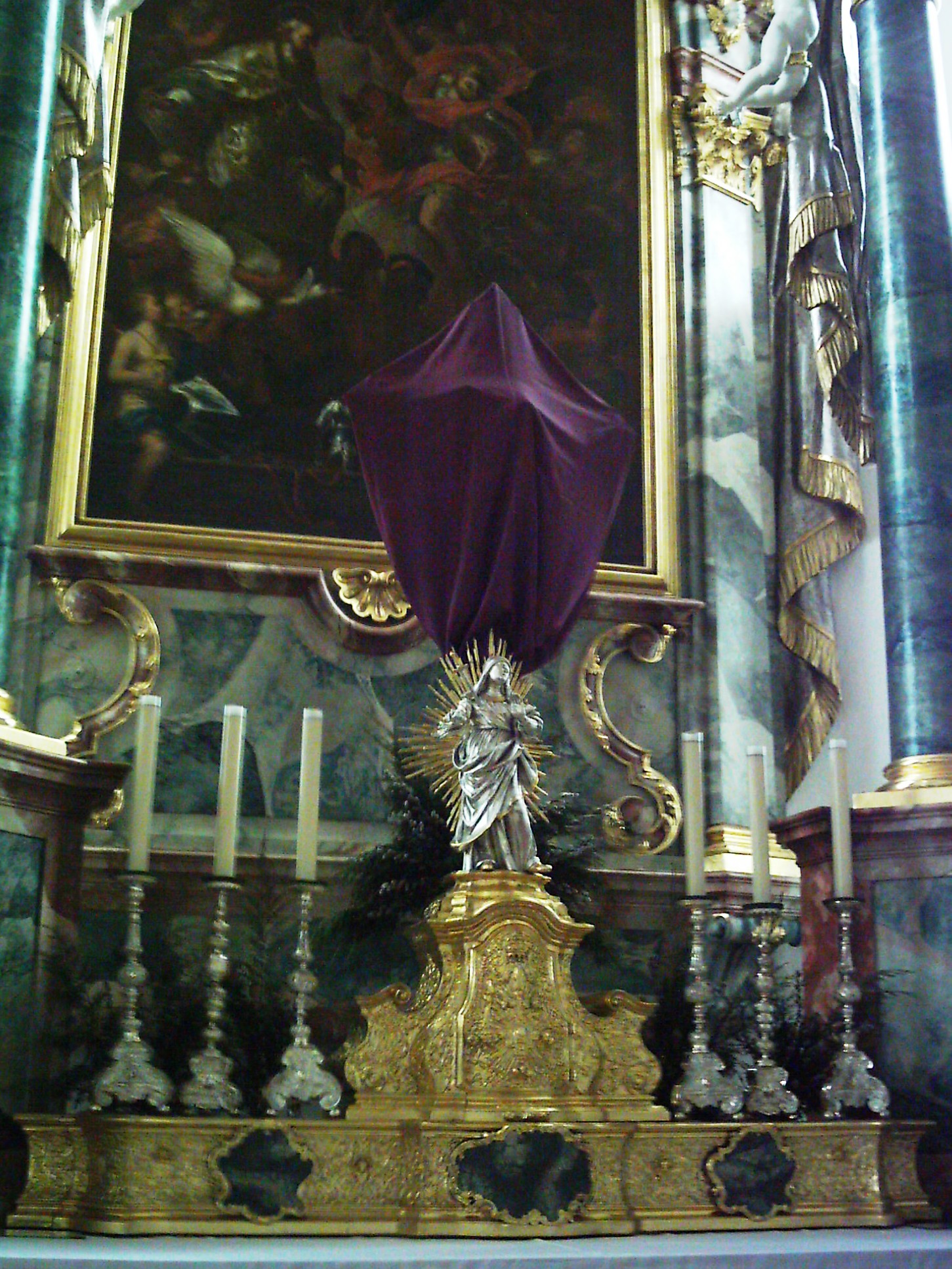
Nagyböjt végén eltakart feszület egy németországi templomban

A nagyböjt (latinul: quadragesima, az Érdy-kódexben negyvenlőböjt) bizonyos keresztény közösségekben a húsvét előtti negyven napos előkészületi, bűnbánati időszak, a hamvazószerdától húsvétig tartó böjti idő. Lényege a bűnbánat és a húsvétra való előkészület ideje, Krisztus kínszenvedésének emlékszaka; régebben egyúttal a keresztségre való előkészület ideje volt, s ezt a szellemet fejezi ki liturgiája is. A vallásos gyakorlat középpontjában ebben az időszakban a bűnbánat, a megtisztulás, az áldozatvállalás és a könyörgés áll, kifejezve az ember Isten iránti szeretetét. A nagyböjt lelkületének része az ima és a szegények megsegítése is.

## Időtartama
A nagyböjt időtartama 40 nap, ami a Szentírásban és a keresztény hagyományban az események jelentőségét aláhúzó szám:
- Jézus nyilvános életében végzett tevékenységeinek megkezdése előtt 40 napot böjtölt a pusztában;[3]
- 40 napig tartott a vízözön;
- 40 évig vándorolt a zsidó nép a pusztában;
- 40 napot töltött és böjtölt Mózes a Sínai-hegyen mielőtt megkapta a Tízparancsolatot;[4]
- Jónás próféta Isten útmutatása alapján 40 napos kegyelemidőt hirdetett a bűnös városnak, Ninivének (akik aztán bűnbánatuk jeléül nyilvános böjtöt kezdtek)[5][2]

A nagyböjti időszakra eső hat vasárnapot az Egyház nem tekinti böjti napnak (mivel minden vasárnap Krisztus feltámadásának emlékünnepe), ezért a böjti időszak a 7. század óta hamvazószerdával kezdődik a keresztény egyházi naptárban. A nagyböjt utolsó hete a virágvasárnappal kezdődő nagyhét. Teljes időtartama hamvazószerdától nagyszombatig 46 nap, amennyiben a vasárnapokat is beleszámítjuk. 
A nagyböjt kezdetét megelőző háromhetes időszak a böjtelő, vasárnapjainak neve (húsvéttól számított hozzávetőleges távolságukról): hetvened, hatvanad és ötvened vasárnapja.
A nagyböjti időszakra eső vasárnapok nagyrészt introitus zsoltáruk első soráról kapták latin nevüket:
1. Invocavit („Hozzám kiált…”)
2. Reminiscere („Emlékezzél…”)
3. Oculi („Szemeim…”)
4. Laetare („Örvendezz…”)
5. Judica („Ítélj meg…” – feketevasárnap)
6. Palmarum („Pálmák…” – virágvasárnap)

## Története
A korai keresztények nagypénteki és nagyszombati böjtjéből fejlődött ki, s Irenaeus a húsvéti viták idején (196) említi, hogy némelyek húsvéti előkészületül egy, mások két napig, ismét mások 40 óráig böjtölnek.
Alexandriában 250 körül már kenyéren és vízen böjtölnek a hívek az egész nagyhéten át, sőt még előbb; de a nicaeai zsinaton már a 40 napi böjtről is szó esik, melynek eredetét a 3. század második felére vezethetjük vissza. Szt. Atanáz 2-ik böjti levelében (330) a 40 napi böjtöt már mint kötelezőt írja elő.
A nagyböjt előírásai különbözők voltak keleten és nyugaton; a nyugatiak csak a vasárnapokat számították le, mint amikor nem böjtöltek, míg keleten szombaton és vasárnap sem böjtöltek, s ezért a nagyböjtöt előbb kezdették meg. Néhol a nagyhetet nem számították a 40 naphoz s így a nagyböjt korábban kezdődött.
Hamvazószerdával nyugaton a 7. és 8. század mezsgyéjén kezdték a nagyböjtöt. Ebből a szokásból lassanként törvény lett, melyet II. Orbán a beneventi zsinaton (1091) megerősített. Sok helyen nyugaton a 9. és 14. század között a nagyböjt a papság számára már hamvazószerda előtti vasárnap kezdődött.
A 11. századig nagyon szigorúan böjtöltek: késő délutánig nem ettek semmit, a böjti napokon pedig nem fogyasztottak húst, tejterméket és tojást. A lila a 13. század óta számít a bűnbánat színének.
A nagyböjti önmegtartóztatás legszigorúbb változata a negyvenelés volt. Ilyenkor a böjtölő csak negyvenszer evett ebben az időszakban – tehát naponta csak egyszer, naplemente után. Szintén elég szigorú az a szokás, ami alapján a nagyböjt péntekjein csak hét búzaszemet ettek.
Régen a hittanulók (katekumenek) ekkor készültek fel a keresztség felvételére, ekkor ismerkedtek a hittételekkel, Jézus életével. Húsvét vigíliáján (nagyszombat éjjel) keresztelték meg a katekumeneket, s az ókorban minden évben csak ezen a napon kereszteltek.

## Liturgia és szokások
A katolikus egyház a régebbi szigorú szabályokon mára enyhített: szigorú böjtöt hamvazószerdára és nagypéntekre ír elő (ekkor a 18 és 60 év közötti hívek a nap folyamán háromszor étkezhetnek, és egyszer lakhatnak jól), valamint ezeken a napokon és a nagyböjt többi péntekjén arra kéri 14 évnél idősebb tagjait, hogy ne fogyasszanak húst.
Az időszak liturgikus színe a bűnbánatot jelképező lila (viola). Sok keresztény közösségben – így a katolikus egyházban – az egész időszakban nem hangzik fel a miséken/istentiszteleteken az örömöt kifejező alleluja. A templomokat nem díszíti virág. A katolikus egyházban ennek az időszaknak egy sajátos szertartása a keresztúti ájtatosság, Jézus szenvedéstörténetének megjelenítése.
Liturgikus hagyomány, hogy nagyböjt ötödik vasárnapjától (feketevasárnap) a feltámadási szertartásig a templomi feszületeket, továbbá a főoltár képét violaszín böjti lepellel eltakarják.

## Külső hivatkozások
- Nagyböjt – negyven nap húsvétig (hagyományok és népszokások)